# 6368 Richardmenendez
A 6368 Richardmenendez (ideiglenes jelöléssel (6368) 1983 RM3) a Naprendszer kisbolygóövében található aszteroida. Henri Debehogne fedezte fel 1983. szeptember 1-én.